# Bajan (kan)
Bajan, Bujan ali Najan (kazaško Баян хан, Bajan han) je bil eden od najbolj slavnih kanov Bele horde, ki je vladal od leta 1302 do 1309, * ni znano, † 1309
Mongolska beseda bajan pomeni bogat, beseda bujan pa dobro delo ali dejanje (v veri ali verovanju). 
V Modri in Beli hordi, ki sta tvorili Zlato hordo, so vladali Mongoli, ki so v obeh hordah tvorili tudi višji družbeni sloj prebivalstva. Podložniki so bili večinoma Kazahi. Ko je bil za kana Bele horde izvoljen Bajan, so se mu sorodniki uprli. Sorodnike pod vodstvom bratranca Kobluka sta podpirala kana Čagatajskega kanata Kajdu in Duva. Bajan se je večkrat spopadel s Koblekom in Kajdujem in zaprosil za pomoč Tokto, kana Zlate in Bele horde. Tokta, jezen zaradi stanja v Beli hordi, ga je opozoril, naj ne podpira upornikov. 
Bajan je poskušal skleniti zavezništvo tudi s Timur kanom iz Dinastije Juan in suverenom Mongolskega cesarstva proti Čagatajskemu kanatu in Kajduju. Zavezništvo je bilo zaradi velike razdalje med državama neučinkovito. Bajan je nazadnje porazil svoje sovražnike in vladal v Beli hordi do leta 1309. V njegovi vojski so služili Čerkezi, Rusi, Ogri in verjetno Baškirci.
Howorth je okoli leta 1880 pisal, da je bil Bajanov sedež v Gazniju ali Bamijanu. Pravi tudi, da je Berke posodil Huleguju nekaj svojih vojaških oddelkov. Bajan in Hulegu naj bi zatem odšla nekam proti vzhodu in v sedanjem Afganistanu ustanovila novo kneževino, podložno Zlati hordi.